# 奧馬爾·伊什拉克
奧馬爾·伊什拉克（英語：Omar Ishrak，1955年—），是孟加拉裔美國商業高階主管，自2020年1月起擔任英特爾董事會主席。他在於2011年6月至2020年4月擔任期間擔任該職位，並一直擔任執行主席兼董事會主席直到2020年12月。

## 生平
伊什拉克在孟加拉國出生和長大。他曾就讀於達卡聖約瑟夫高中。隨後，他前往倫敦國王學院就讀，並獲得了倫敦大學的電氣工程理學學士學位和哲學博士學位。
在加入美敦力之前，他曾擔任通用電氣醫療系統公司的總裁兼首席執行官。
伊什拉克自2017年3月起成為英特爾董事會成員，並於2020年1月被任命為董事會的獨立主席。
2020年，伊什拉克因其對超聲診斷的貢獻以及在醫療技術創新和全球化方面的領導地位而當選為美國國家工程院院士。2021年，他加入了安進的董事會。

## 個人生活
他已婚，住在明尼阿波利斯。